# Giovanni Lacinio
Giovanni Lacinio est un alchimiste italien actif au XVIe siècle.

## Biographie
Giovanni Lacinio naquit au commencement du XVIe siècle, dans la Basilicate, non loin des bords de Siris et des ruines d’Héraclée. Ayant embrassé la règle des frères mineurs ou cordeliers, il parcourut les différentes provinces de l’Italie, prêtant le secours de son ministère aux curés qui le réclamaient. Revenu d’un voyage dans la Lombardie, il découvrit dans une bibliothèque, à Padoue, un manuscrit de la Pretiosa Margarita, ouvrage de Petrus Bonus, célèbre alchimiste italien du 14e siècle. Dès qu’il eut connu ce trésor, il sentit qu’il ne pouvait pas le garder pour lui seul, sans se rendre coupable du plus grand crime. II s’occupa donc sur-le-champ de compléter cet admirable ouvrage par des extraits des plus fameux traites d’alchimie, et le publia sous ce titre : Pretiosa Margarita novella de thesauro, ac pretiosissimo philosophorum lapide : collectanea ex Arnaldo, Raymundo, Rhasi, etc., nunc primum in lucem edita, Venise, Alde, 1546, pet. in-8°, fig. en bois. Ce volume est très-rare. Il en existe des exemplaires avec un nouveau frontispice de 1557. L’ouvrage a été réimprimé, Nuremberg, 1554, in-4°, et par Manget, dans la Biblioth. chemica curiosa, t. 2, p. 8. Lacinio, dans la préface, promet Methodus in omnes libros Raymundi Lulli ; mais il paraît qu’il n’eut pas le loisir de tenir sa parole.